# 神尾駅
神尾駅（かみおえき）は、静岡県島田市神尾にある大井川鐵道大井川本線の駅である。

## 歴史
- 1928年（昭和3年）7月20日：開業。
- 2003年（平成15年）8月17日：構内で土砂崩れが発生。当駅を含む金谷 - 福用間（のち横岡（仮） - 福用間）が不通に。
- 2004年（平成16年）3月19日：大井川本線全線復旧により営業再開。
- 2024年（令和6年）1月21日：「神尾駅たぬき駅化計画」が始動。取り組みのひとつとして、3月24日まで金谷 - 当駅間で臨時準急を運行[1]。

## 駅構造
島式1面2線のホームをもつ地上駅。無人駅であり、かつて駅舎として使われていた廃屋が駅入口付近に残っている。

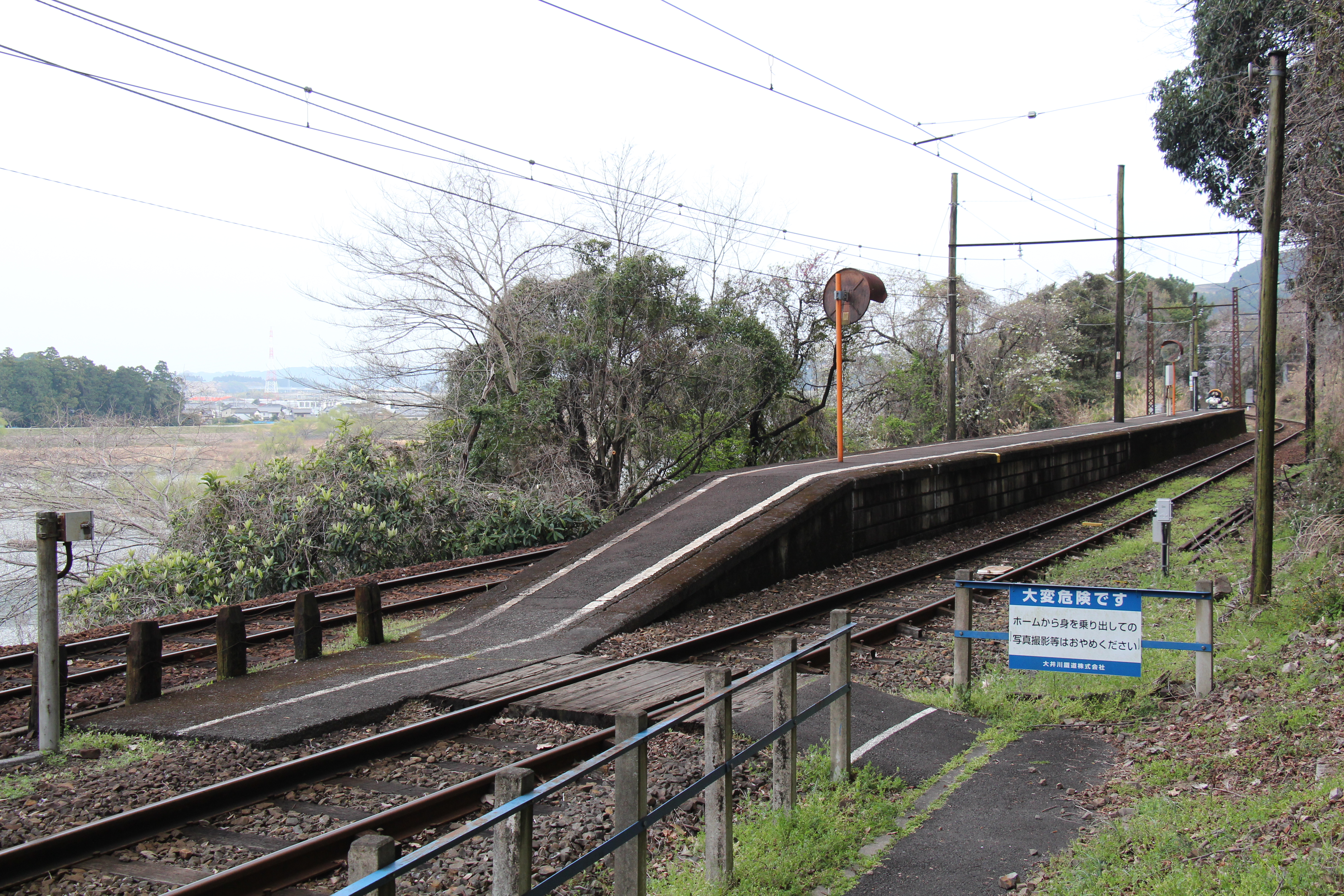
プラットホーム（2020年3月）
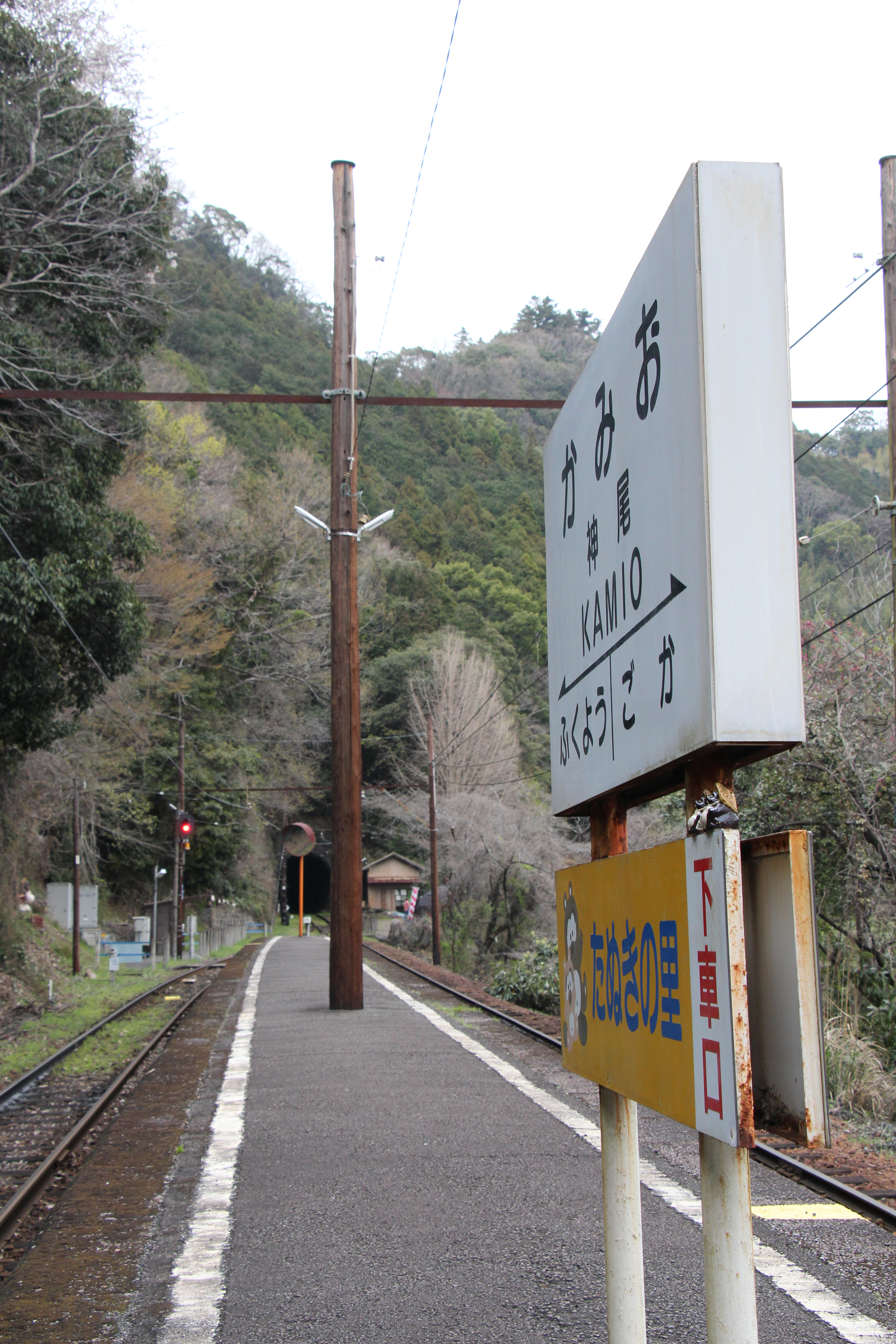
駅名標（2020年3月）
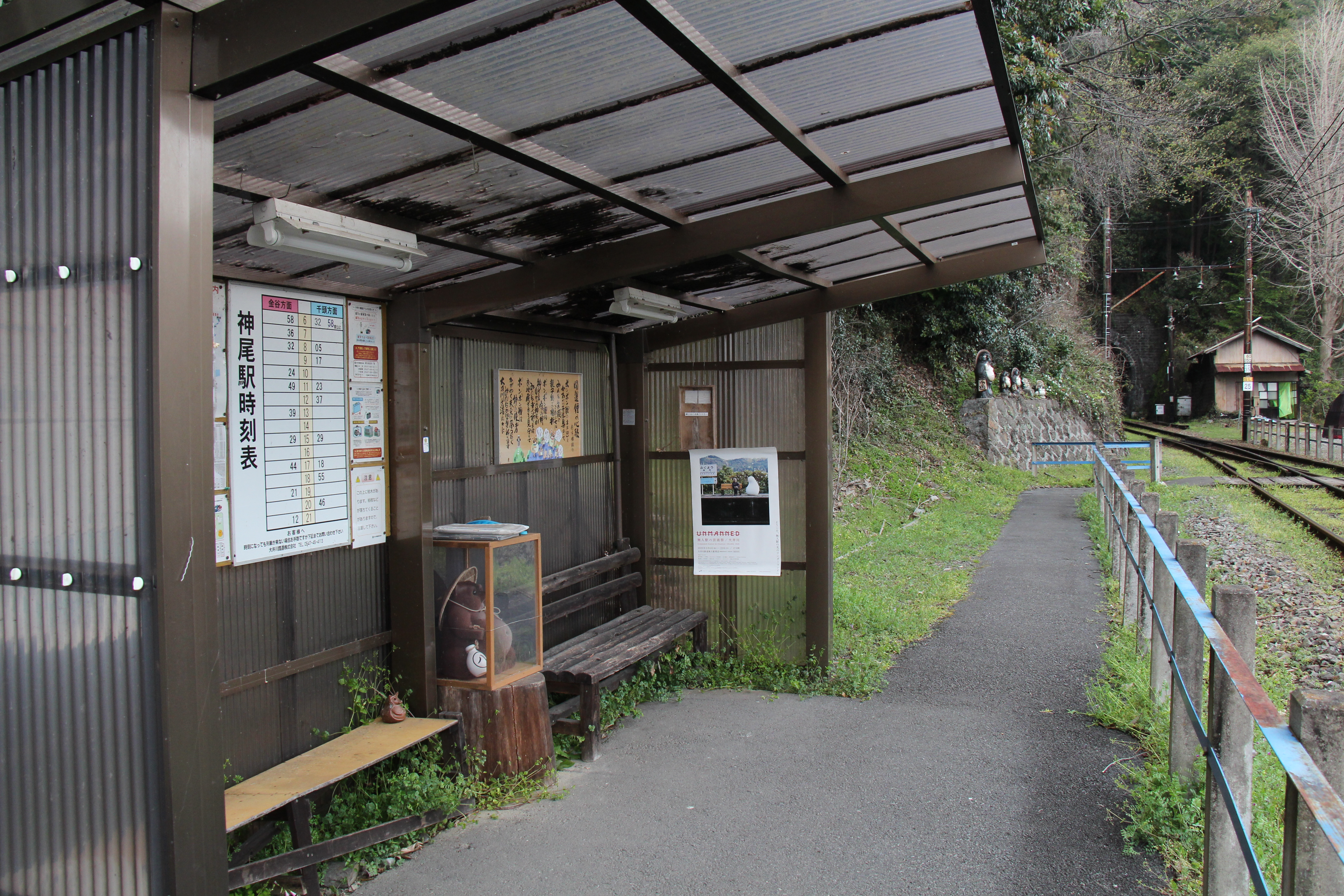
待合所（2020年3月）
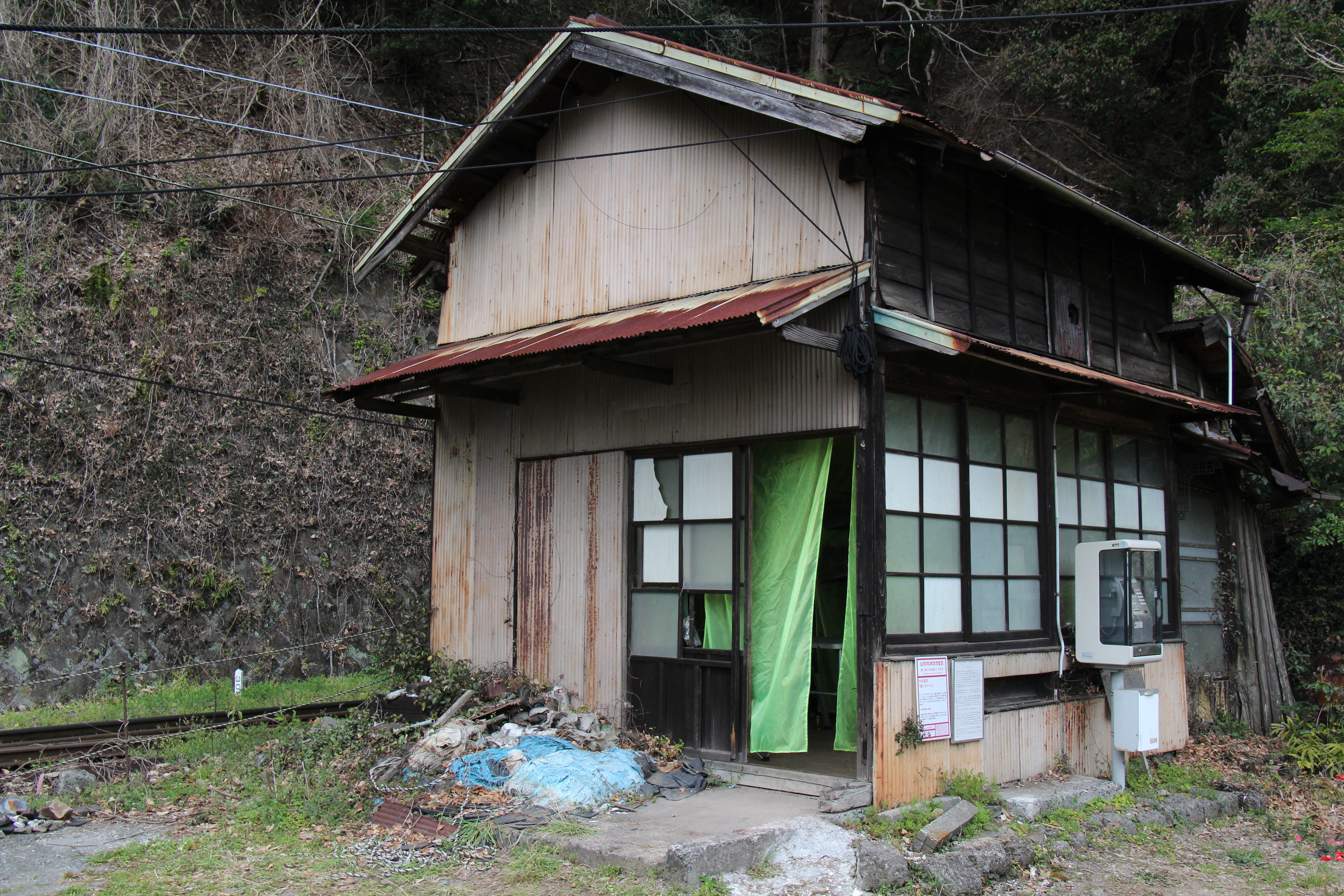
旧駅舎（2020年3月）

## 利用状況
- 2007年度の1日平均乗車人員は2人（静岡県統計年鑑による）

## 駅周辺

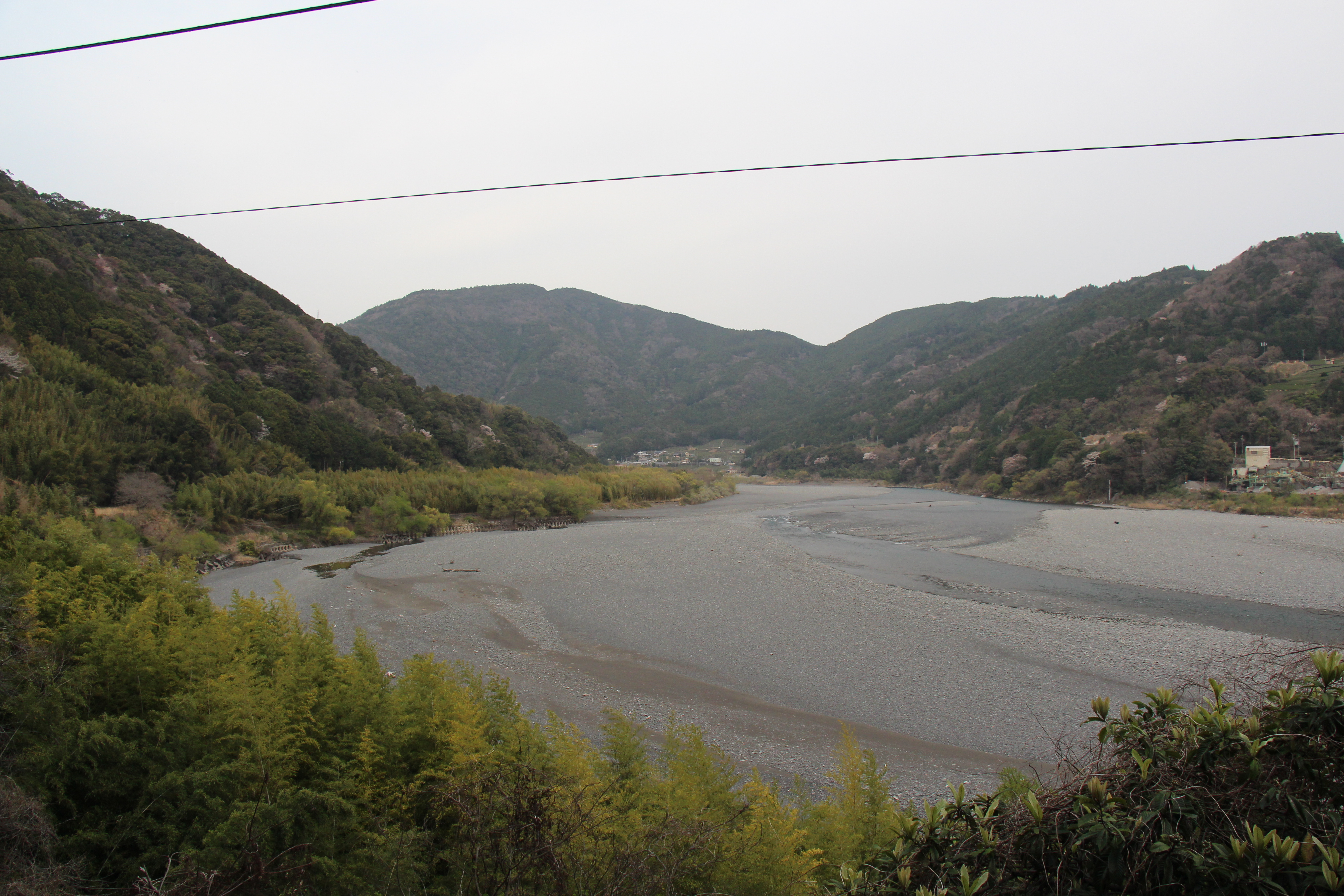
プラットホームから望む大井川

駅のすぐ東側を流れる大井川を見下ろすことができる。駅は斜面の途中に造られており、駅付近にはほぼ何もない。駅から車道を1 kmほど進むと、神尾の集落に辿り着く。集落からさらに車道を進むと国道473号に出る。

## その他
- 神尾駅南側には信楽焼で出来た狸の焼き物が数多く設置されている。2003年の土砂崩れで大半が埋まってしまったが、現在ではボランティアの手により、そのほとんどが元の姿を取り戻している。
- 狸の焼き物の中に一体だけ、マイクを手にした車掌姿のものがある。これはSL急行の専務車掌で、初代「SLおじさん」としてSL急行の知名度向上に貢献した石原〆造の逝去後、遺族からの意向と、有志からの寄付も受けて大井川鐵道関係者によって設置された特製品である。初代のものは先述の土砂崩れにより遺失してしまったが、2005年3月に二代目が設置され現在に至る。
- この駅名は、PCゲーム「AIR」の登場人物「神尾観鈴」と同名であるためファンからある種の聖地として扱われており、待合所には「神尾観鈴ちんノート」という雑記帳が置かれている。

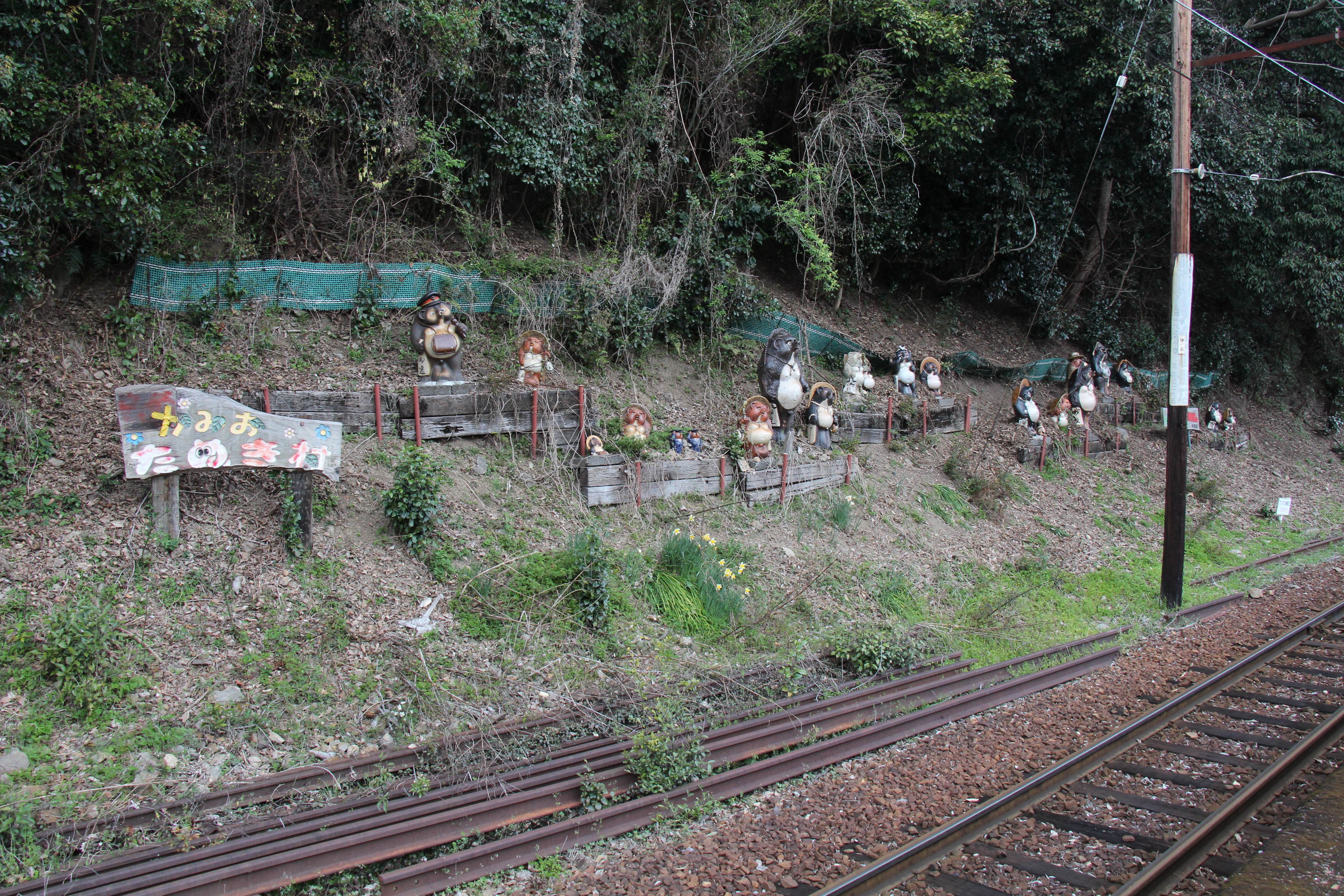
山側に置かれた狸の焼き物
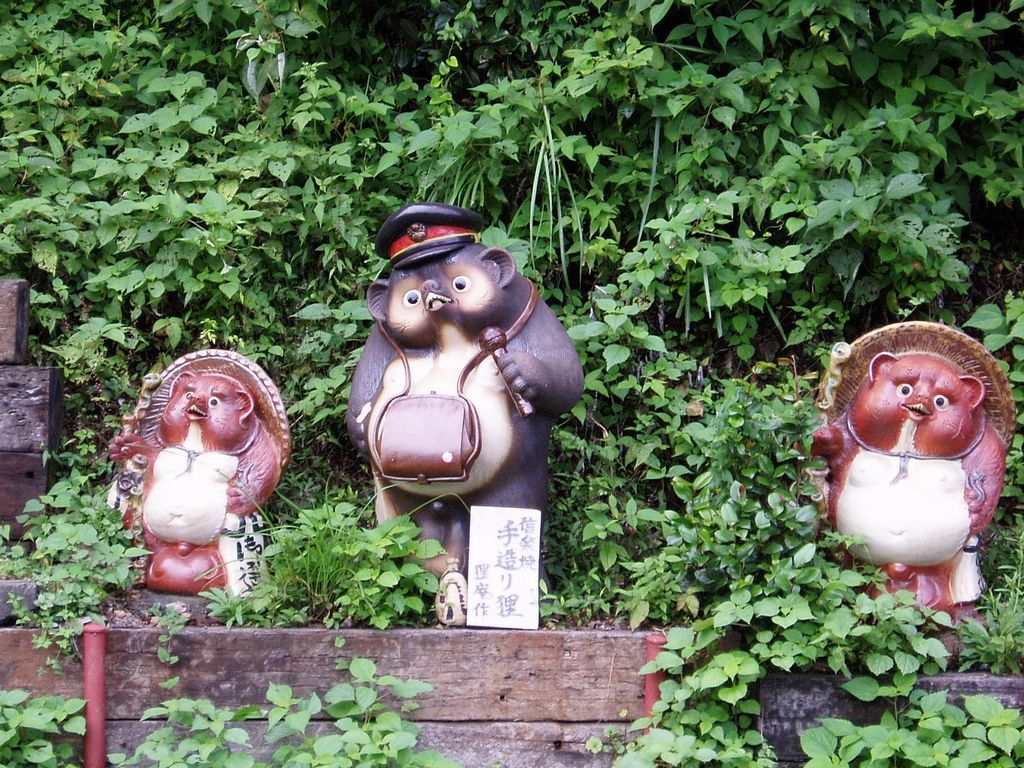
車掌姿の狸の焼き物
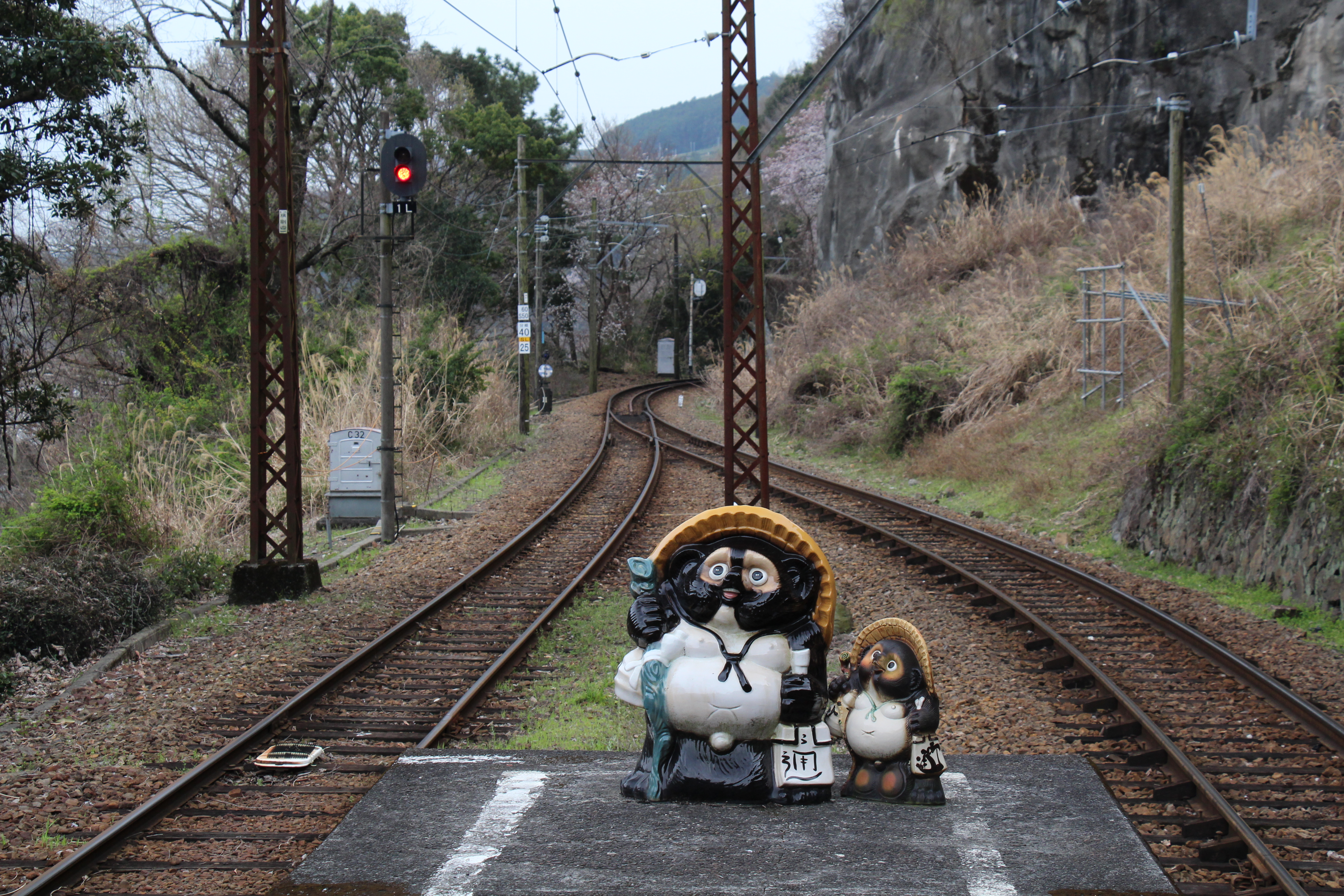
ホーム端に置かれた狸の焼き物

## 隣の駅
大井川鐵道
■大井川本線
■普通
門出駅 - 神尾駅 - 福用駅